# Sreymeas Chea
Sreymeas Chea (ur. 16 stycznia 1986) – kambodżańska zapaśniczka w stylu wolnym.
Srebrna medalistka igrzysk Azji Południowo-Wschodniej w 2013.